# Wolfgang Peter Geller

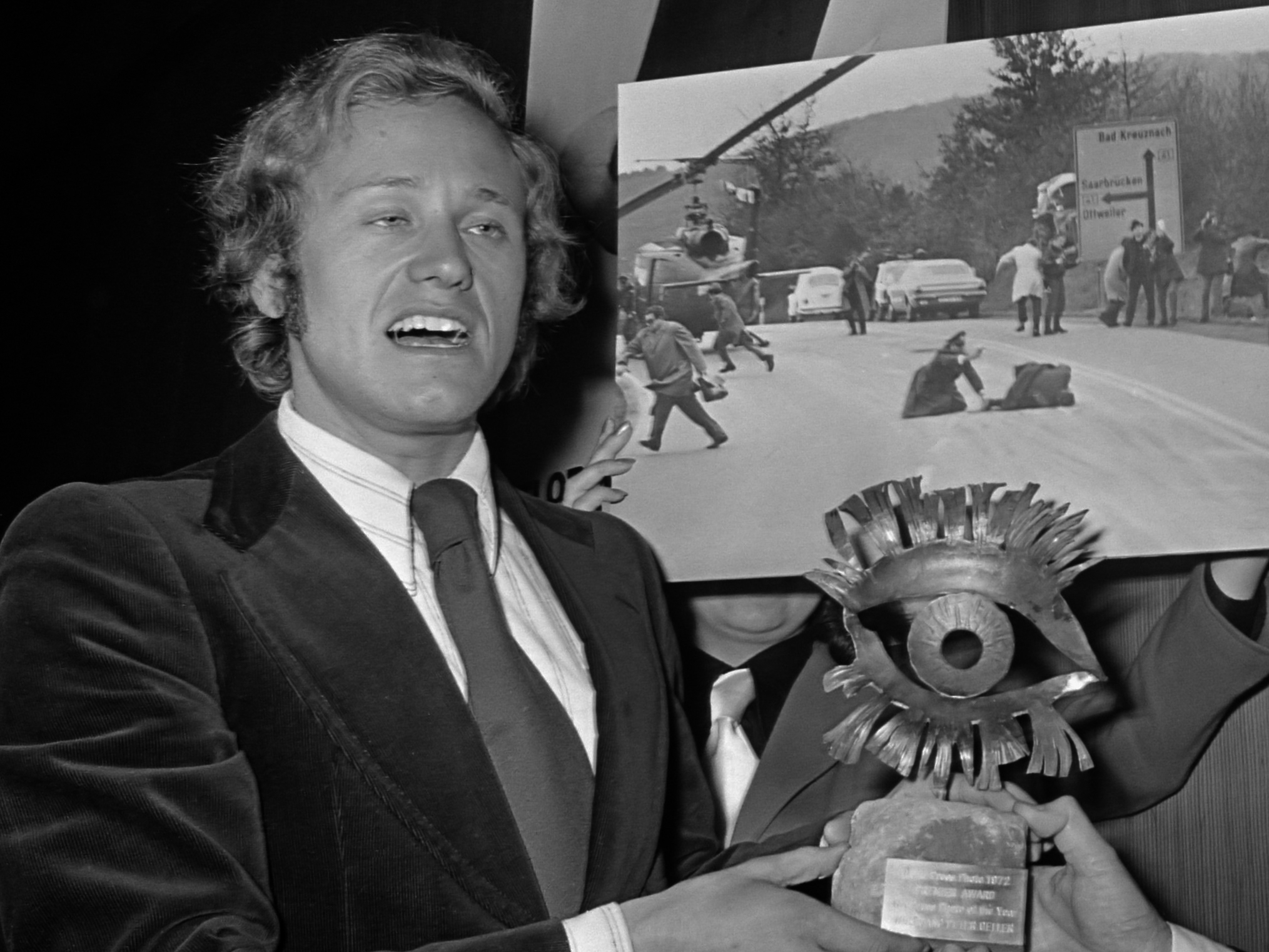
Wolfgang Peter Geller (1972)

Wolfgang Peter Geller (* 1945 in Hamburg-Harvestehude) ist ein deutscher Fotograf und Gründer der Firma California Sunbounce.

## Leben
Geller wuchs in einem Internat auf. Nach Abschluss der Schule absolvierte er eine Lehre als Außenhandelskaufmann und schlug dann eine Laufbahn als Jurist ein. Nebenberuflich fotografierte er unter anderem für Hamburger Abendblatt und Stern.
Als er aber 1971 mit seinem Foto „Banküberfall in Saarbrücken“ den World Press Photo Award gewann, widmete er sich nur noch der Fotografie und war für diverse Firmen wie Kodak, Agfa, Zeiss, Bayer oder auch Polaroid weltweit als Fotograf tätig.
In den kommenden Jahren fotografierte Geller unter anderem 10.000 Titelcover für die Liebesromanserie Harlequin Romance.
Bei einem durch einen Sturm beeinträchtigten Fotoshooting in Kalifornien entwickelte Geller einen stabilen und dennoch leicht transportablen Reflektor. Er ließ sich das System patentieren und vermarktete es selbst. Die Reflektoren und Fototaschen vermarktet er weltweit unter dem Namen California Sunbounce. Das Versandlager befindet sich in Garlstorf, wo Geller in einer restaurierten Getreidemühle lebt.